# Kibeküla
Kibeküla – wieś w Estonii, w prowincji Viljandi, w gminie Viljandi. Do 2013 w gminie Viiratsi.
Archaiczne nazwy wsi to: Kibbi (1839), Kibbe (1840). Nazwa wsi pochodzi prawdopodobnie od nazwy farmera, która nosi nazwę farmy. Przez wioskę płynie potok Verilaske.